# 今市4人殺傷事件
今市4人殺傷事件（いまいちよにんさっしょうじけん）は、1981年（昭和56年）3月29日に栃木県今市市大室（現・日光市大室）で発生した強盗殺人事件。
犯人の藤波 芳夫（ふじなみ よしお）が、逃げ出した前妻の居場所を教えなかった前妻の親族を襲撃し、2人を殺害、2人を負傷させた。
藤波は1993年（平成5年）に最高裁で死刑判決が確定し、2006年（平成18年）12月25日に東京拘置所で死刑を執行された（75歳没）。

## 犯人・藤波芳夫
本事件の犯人である藤波 芳夫（ふじなみ よしお、1931年〈昭和6年〉5月15日 - 2006年〈平成18年〉12月25日）は、埼玉県北足立郡鴻巣町（現：鴻巣市）逆川に生まれた。事件当時は49歳、本籍地は埼玉県鴻巣市逆川一丁目75番地1。
本事件以前の1950年（昭和25年）から1979年（昭和54年）にかけ、賭博、窃盗、暴行、風俗営業取締法違反、恐喝、覚せい剤取締法違反、傷害、わいせつ文書等所持の前科11犯（うち累犯前科2犯）を重ねていた。

### 事件まで
藤波は地元の高等学校を卒業後、家業の農業を手伝ったり野菜の行商を行ったりしていたが、1974年（昭和49年）に女性A（事件当時32歳）と結婚。その後は足利市内のパチンコ店に勤めていたが、このころになって覚醒剤に手を出すようになり、長野県埴科郡戸倉町（現：千曲市）など各地を転々としたのち、栃木県内で逮捕される。懲役刑を受け、1979年2月に刑務所を出所したが、時折人形販売関係の仕事をする以外、親戚・知人からの借金や無心を重ね、無為徒食の生活を送っており、1980年（昭和55年）6月にAと協議離婚した。
離婚の原因には、藤波の嫉妬、暴力、妄想にAが耐え切れなくなったことがあった。だが藤波はAを諦めきれず、よりを戻そうとしたものの、本人にも女性の親族にも反対されている。再三にわたりA方へ脅迫じみた電話をかけ、事件の年の1月には、元義兄であるN（事件当時38歳）方を訪れてもいた。

### 事件後
元妻のAについて藤波は事件後、「金の草履を履き乍ら探し歩いても見つからない程、私にとっては出来すぎたいい女房だったです。私の娘とは十歳違いですがとても仲良くて、家庭も商売も非常に良くいっていたようですが、ひょっとした事から覚醒剤を覚えてしまいみんなを不幸にしてしまい、気が付いたら私は死刑囚です」「心から愛していた女房や子供達まで裏切り、どうしてあんな薬などに夢中になってしまいやめられなかったのだろうと、今考えても不思議で仕方ないのです」と手記に記している。また、犯行時の自身の状況については「幻覚幻聴に苦しみとうとう覚醒剤が原因でこうなってしまった私が、今裁判で使用した証拠がないと言って証明出来ない事がとても残念です」としている。
獄中では死刑確定前の時点で、死刑廃止を主張する団体「日本死刑囚会議・麦の会」に入会している。1986年（昭和61年）1月に同会の機関紙『麦の会通信』に寄せた手記では、「生きて実のある償いをしたいからこそ、死刑廃止を訴えているのです」「長い人生には誰だって、一つや二つの間違いはあります。ただ大きいか小さいかの問題だと、私は思っております。たった一度のあやまちが殺人だったからといって、眼には眼をという裁判所のやりかたは、平和主義者の裁きではないと思います」と訴えていた。
1989年（平成元年）のクリスマスに洗礼を受け、キリスト教に帰依した。手記では「もし私が、主人イエスというお方と出会わなかったならば、きっと『平安』のない『死刑囚』という『敗北』の人生で終わっていたと思います」「神のファミリーの一員となり、新しい生命のもとに第一歩を踏み出したという思いです」と記している。

## 事件
1981年（昭和56年）3月29日午後、Nが身を隠した元妻の居場所を教えないことに腹を立てた藤波は、殺意を持って前妻の実家を訪れた。同日15時30分ごろ、藤波は酒を飲んだ状態で、いきなり「オレだ」と上がり込んだ。このとき、元義兄のNは春休み中の2人の息子を連れて神奈川県藤沢市にある親類の家へ行っており、Nの妻のC（当時36歳）は一人では寂しいからと、近所に住む姪のY（当時10歳）とM（当時16歳）を家へ呼んでいた。
藤波が来たとき、2人の少女YとMは居間でテレビを見ていた。藤波は登山ナイフ（刃体の長さ14.2 cm）で2人を切りつけ、Mは左胸部などを刺され重傷、Yも背中に1か月の怪我を負った。そのあと藤波は乗ってきた乗用車で同家に突っ込み、駆け付けたCと言い争いになった。そこへMの電話連絡で親類の男性K（当時56歳）とその長男（当時34歳）が駆け付けた。藤波はCとKに襲い掛かり、ナイフで2人の胸や腹などを刺して失血死させた。
それから藤波は車に乗り込んで逃走したが、その際に同じくMの連絡で駆け付けたYの母をはね、左足に軽い怪我を負わせている。
現場には「子供が刺された」と聞いて10人ほどの近所の人々が集まってきたが、その内の一人が庭の小鳥小屋の脇にあったオレンジ色の農業用ビニールシートに目を留め、その端から黒い長靴が覗いているのを発見した。めくった男性は横向きになり背中から血を流しているKを見つけ、「これはKさんだ！」と叫んだ。「近くにCさんもいるのでは？」と人々が辺りを探し始めたところ、程なくして小鳥小屋から5 mほど離れた農機具小屋の脇の青いビニールシートの下に、倒れているCを発見した。
連絡を受けた今市警察署は検問などを実施して藤波の行方を追った。その結果、藤波は犯行から1時間後の17時5分ごろ、現場から東北へ約6 km離れた同市塩野室の、杉ノ郷カントリークラブ近くの道路を走っているところを、検問中の今市署員に発見された。当初藤波は犯行を否認していたが、19時過ぎになって認め、緊急逮捕された。この際、職務質問を受けた藤波は持っていた刃物で左手首を切り自殺を図ったが、生命に別条はなかった。
また栃木県警察（捜査一課・今市署）は30日、藤波の車からCの指輪と真珠のネックレスが出てきたため、容疑を強盗殺人、同未遂に切り替えた。他に藤波は現金700円、カメラも盗んでいた。

## 刑事裁判

### 第一審
藤波は事件当時の自身について「四人を殺傷したあと、頭に電波が走りわれにかえった」と主張しており、弁護側も「被告人は犯行の二日前まで覚せい剤を常用しており、犯行当時の直前に飲んだ酒とパトカーのサイレンを聞いたことから覚せい剤の再燃現象が起こり、頭がしびれたような状態だった。犯行後、われにかえったものの殺意、強盗の意思はなかった。犯行はすべて覚せい剤によるもので、覚せい剤の再燃現象がなければ事件は起きなかった」と主張していた。
1982年（昭和57年）2月19日10時10分より判決公判が宇都宮地方裁判所（竹田央裁判長）で開かれた。判決の全文言い渡しは10時40分からあった。竹田裁判長は判決の言い渡し前に「長くなるので……」と被告人（藤波）を坐らせた上で、まず藤波の生い立ちに言及した。そして、少年のころから常に覚醒剤が付きまとい、ギャンブルや盗みなどで11回の有罪判決を受けたこと、覚醒剤の生んだ妄想から妻に浮気の疑いをかけ責め抜いたこと、離婚後は親族が二人の間を裂こうとしていると思い込み逆恨みするという犯行までの態度を、「反社会的、反倫理的」とした。
弁護側による、犯行時の藤波は「覚せい剤中毒の再燃現象下にあり責任能力はなかった」との主張について、竹田裁判長は鑑定書などから、覚醒剤の慢性中毒者に再燃現象の可能性は有り得るとした上で「被告人の場合は事件を良く記憶しており、逃走しやすいように車の向きをかえたり、刺殺したCさんらの上にシートをかぶせるなどしており」「仮に再燃現象下でも善悪を判断する能力が著しく低下した状態ではなかった」とし、藤波が「頭がしびれて電波がかかったようになった」と責任能力の不在を力説した供述も「信用できない」と退けた。「十数年前からの覚せい剤の慢性中毒で、暴力をふるったことはあったがこのような凶行に走ったことはなかった」ことも判断材料として挙げている。
また「覚せい剤自体、社会的に非難されるべきもので、被告人はこれまでに覚せい剤を断ち切る機会は十分あった。覚せい剤のために事件を起こしたというように被告人に有利な材料として到底考慮できない」とした。
そして「被告人の逆恨みから別れた妻の親類を皆殺しにしようと企て、さらに金品を強取した行為は、冷酷で悪質極まりない」「凄惨で残虐非道、凶悪極まりない犯行で同情すべき余地は全くない」とした上で、「生命の尊厳について考えた場合、被告人の生命もかけがえのないものである。あらゆる角度から慎重に検討したが、有利な材料とみられるものはなかった」「極刑をもって罪を償うのが相当である」と述べ、被告人・藤波に死刑を言い渡した。その瞬間藤波は初めて上目遣いになり、直訴するような目を裁判長に向けた。一方で傍聴席の遺族からは、小さく拍手の音が起った。
その後すぐに藤波は顔を伏せたが、「顔面の震えは隠しようもなかった」と『下野新聞』の記者は記している。一方で再び手錠をつけられて退廷する際には、「極刑を宣告されたとは思えないほど、冷静な表情だった」という。

### 上訴審
1987年（昭和62年）11月11日午後、東京高等裁判所（岡田光了裁判長）で、控訴審判決公判が開かれた。岡田裁判長は、藤波の犯行時の責任能力に関して、逮捕直後の尿検査から覚醒剤の影響はなかったと認定。「前妻は被告人の暴力などに耐え切れず離婚したのに、身勝手な逆恨みから前妻の実兄の家族の皆殺しを図った残虐、冷酷な犯行。死刑はやむを得ない」として第一審の死刑判決を支持し、控訴を棄却した。
1993年（平成5年）9月9日、最高裁判所第一小法廷（味村治裁判長）で、上告審判決公判が開かれた。味村裁判長は「犯行の態様、結果から責任は極めて重く、死刑はやむを得ない」として第一審・控訴審の死刑判決を支持し、上告を棄却する判決を言い渡した。藤波は判決の訂正を申し立てたが、同年10月1日付の第一小法廷決定［事件番号：平成5年(み)第4号］によって棄却され、同月4日付で死刑が確定した。

## 死刑確定後

### 死刑執行
死刑確定後、藤波は死刑囚（死刑確定者）として東京拘置所に収監されていたが、2006年（平成18年）12月25日に同所で死刑を執行された（75歳没）。この日には藤波以外にも、1975年（昭和50年）8月に千葉県市川市で知人の会社社長（当時47歳）を撲殺した秋山芳光（東京拘置所在監：77歳没）や、広島タクシー運転手連続殺人事件（1996年発生）の犯人H・H（広島拘置所在監：44歳没）ら、3人の死刑が執行されており、4人同時の死刑執行は、1997年（平成9年）8月以来のことだった。なお、藤波と秋山の死刑執行時の年齢は、いずれもそれ以前の被死刑執行者で戦後最高齢とされていた古谷惣吉（没年齢：71歳3か月）を上回るものでもあった。
この日、東京拘置所の教誨師である黒木安信は、8時30分までに拘置所へ行くように言われ赴いている。9時20分、藤波は車椅子で、笑顔を浮べながら礼拝所へ入ってきたという。藤波は「先生、わたしは大丈夫ですから……」「わたしはイエスのもとに還るのですから」と言い、却って黒木を気遣う様子だった。黒木が聖書を読み、ともに祈った。この間、15分間だった。
その後、手錠を掛けられ目隠しをされた藤波は「わたしは取り返しのつかないことをしてしまいました。被害者にお詫びします。キリストに出会えて本当によかったと思います」と言い、更に黒木のほうを向いて、「イエスさまにお会いしたら先生がいつまでも牧師の務めを果たせるようにお伝えします」と言った。そして車椅子から降ろされ、看守に両脇を支えられて処刑された。
黒木は看守たちに「国家がこのような処刑をする、これは国家の罪である。法がある限り誰かが負わねばならないことである。それをあなたがたが負われたのです。あなたがたにたたりはありません」と述べ、一方で検察官5人、矯正局長、拘置所長に向って、「一二月二五日に処刑するとは、あなたたちはキリスト教を馬鹿にしているとしか思えない」「七五歳になった老人を何故このような仕方で殺さなければならないのですか。病で自然に死んでいいのではないですか。法務省の者たちは人間を見ていないのです」と抗議したという。
藤波は処刑台でプロテスタント牧師の向井武子の名を挙げ、「向井さんによろしくお伝えください」とも黒木に述べていた。黒木はこの日の晩に向井へ電話を掛け、「わたしが死んだら藤波芳夫さんの処刑について公表してください」と告げていた。そのため処刑の模様については、黒木が2015年（平成27年）に亡くなって後、初めて向井により公表された。

### 遺書
藤波は便箋5枚にびっしりと書かれた遺書を残しているが、日付が「平成十　年　月　日」と空けられていることや、「享年七十三歳」と書かれていることから、事前に準備していたものに執行直前に加筆したものとみられている。
遺書は「死刑執行の告知がありました。これも神の御配慮と思い心を確かに身を慎んで神の国とその喜びの中に入る事が出来るよう導いて下さると信じております」と書き出され、「人を赦す度量の欠けている者は愛する力にも欠けていると思う。（中略）殺人という大罪を犯した人間には矯正不可能とか反省をしてないと言うが何にを根拠とするものだろう。不可能か可能かは生かして見なければわからないと思う。大罪を犯した人間程、罪に苦しみ後悔と懺悔の日々を送っていると私は思っている。私も尊いかけがえのないお二人の命を奪ってしまいその苦しみが故に神の愛を求めた」と死刑を非難し、末尾の部分には「法相に抗議　被告人は立つ事も出来ず一歩も歩く事が出来ず　病舎処遇だからです」と書き記されている。